# Гаво, Пьер
Пьер Гаво́ (фр. Pierre Gaveaux; 9 октября 1761, Безье — 5 февраля 1825, Париж) — французский оперный певец (тенор), дирижёр, композитор.

## Биография
С семи лет пел в хоре Собора Святых Назария и Цельсия в Безье.
Учиться пению начал в родном городе в певческой школе. Намеревался стать священником, но любовь к музыке и вокалу привели к тому, что он стал первым тенором в Базилике Сен-Сёрен в Бордо, продолжил учёбу у Ф. Бека.
В 1780 году был хормейстером Большого театра в Бордо, где дебютировал в 1781 году как певец; в последующие годы выступал также как дирижёр, продолжая петь.
В 1788 году пел в Монпелье, в 1789—1812 годах — в Париже (в театре Фейдо).
Обладал сценическим обаянием и тонкой музыкальностью. Пел до 1812 года. В 1819 году он попал в приют на окраине Парижа, где и умер. Похоронен на кладбище Пер-Лашез.

## Творчество
Композиторскую деятельность начал в 1792 году, создав свою первую оперу «Два швейцарца» («Сыновняя любовь») (1792). В начале 1800-х годов оставил сцену и посвятил себя в основном композиции. Написал свыше 40 опер, ставившихся в парижских театрах Фейдо, «Опера-Комик», «Гранд-Опера» и др.
Наиболее успешно работал в жанре комической оперы, создав ряд живых, несложных и веселых произведений, отмеченных яркой сценичностью, национальным колоритом, в том числе «Маленький матрос» (1796), «Бедное семейство» (1793), «Леонора, или Супружеская любовь» (1798) на сюжет Ж.-Н. Буйи (позднее этот же сюжет лёг в основу оперы Бетховена «Фиделио»), «Обманутый обманщик» (1800), «Четверть часа молчания» (1804), «Портной и комик» (1804), «Шёлковая лестница» (1809), «Белая и алая розы» (1809), «Блудный сын» (1811), «Ночь в лесу, или Немой поневоле» (1818), «Пигмалион» (по Ж.-Ж. Руссо, 1818). Композитору также принадлежат балет-пантомима «Любовь на Кифере» (1805), хоровые, камерно-инструментальные и другие музыкальные сочинения.

## Список опер Гаво
- L’amour filial, 1792
- Le paria ou La chaumière indienne, 1792
- Les deux ermites, 1793
- La partie carrée, 1793
- La famille indigente, 1794
- Sophronime ou La reconnaissance, 1795
- Delmon et Nadine, 1795
- La gasconnade, 1795
- Le petit matelot ou Le mariage impromptu, 1796
- Lise et Colin ou La surveillance inutile, 1796
- Tout par hasard, 1796
- Céliane, 1796
- Le mannequin vivant ou Le mari de bois, 1796
- Le traité nul, 1797
- Sophie et Moncars ou L’intrigue portugaise, 1797
- Léonore, ou L’amour conjugal, 1798
- Le diable couleur de rose ou Le bonhomme misère, 1798
- Les noms supposés ou Les deux jockeys, 1798
- Le locataire, 1800
- Le trompeur trompé, 1800
- Ovinska ou Les exilés de Sibérie, 1801
- Le retour inattendu, 1802
- Un quart d’heure de silence, 1804
- Le bouffe et le tailleur, 1804
- Avis aux femmes ou Le mari colère, 1804
- Trop tôt ou Le projet manqué, 1804
- Le mariage inattendu, 1804
- Le diable en vacances ou La suite du diable couleur de rose, 1805
- L’amour à Cythère, 1805
- Monsieur Des Chalumeaux, 1806
- L'échelle de soie, 1808
- La rose blanche et la rose rouge, 1809
- L’enfant prodigue, 1811
- Pygmalion, 1816
- Une nuit au bois ou Le muet de circonstance, 1818